# Shiva
Shiva hay Thấp Bà (tiếng Phạn: शिव Śiva), còn được gọi là Mahadeva hay Ma-ha-đề-bà (/məˈhɑː ˈdeɪvə/; tiếng Phạn: महादेव:, n.đ. 'Thần Vĩ Đại', Mahādevaḥ, [mɐɦaːd̪eːʋɐh) là một trong các vị thần quan trọng của Ấn giáo. Ông là Đấng tối cao trong giáo phái Shaiva, một trong những truyền thống chính của Ấn giáo.
Giáo phái Shaiva của Ấn Độ giáo (một trong ba giáo phái có ảnh hưởng nhất trong Ấn Độ giáo đương đại) xem Shiva là vị Thượng đế tối cao. Trong phái Smarta, Shiva là một trong năm hình thức nguyên sơ của Thượng đế. Trong một số trường phái Ấn Độ giáo khác, Brahma, Vishnu, và Shiva đại diện cho ba khía cạnh thần thánh của Ấn Độ giáo và hợp chung thành bộ tam thần Trimurti, với Brahma là người sáng tạo, và Vishnu là đấng bảo hộ và Shiva là hiện thân của sự hủy diệt. Nhưng bên ngoài bộ tam thần này, Shiva là hiện thân của tất cả: sáng tạo và một sự khởi đầu mới cũng như bảo quản và tiêu hủy. Thần Shiva còn được gọi bằng rất nhiều tên và danh hiệu khác.
Ở cấp độ cao nhất, Shiva được xem như vô hạn, siêu việt, bất biến và vô tướng vô hình. Shiva có rất nhiều hình thức vừa nhân từ vừa gây kinh sợ. Trong khía cạnh nhân từ, thần Shiva được mô tả như là một Yogi toàn trí, người sống trong một cuộc sống khổ hạnh trên núi Kailash, cũng như một chủ hộ có vợ là Parvati và hai con là Ganesha và Kartikeya, và ở khía cạnh kinh sợ, Shiva thường được mô tả như một ác thần hay chém giết. Shiva cũng được xem như thần bảo trợ của yoga và nghệ thuật.
Các thuộc tính biểu tượng chính của Shiva là con mắt thứ ba trên trán, con rắn Vasuki quanh cổ, trăng lưỡi liềm trang hoàng, sông thánh Ganga (Sông Hằng) chảy từ mái tóc rối bù của mình, với vũ khí là Trishula (đinh ba) và nhạc cụ là damaru (một loại trống lắc). Thần Shiva thường được thờ cúng dưới hình thức Shiva linga. Trong các ảnh tượng, thần thường được thể hiện trong trạng thái thiền định sâu hoặc đang múa điệu Tandava trên Maya. Vật cưỡi là con bò mộng Nandi.

## Biểu tượng

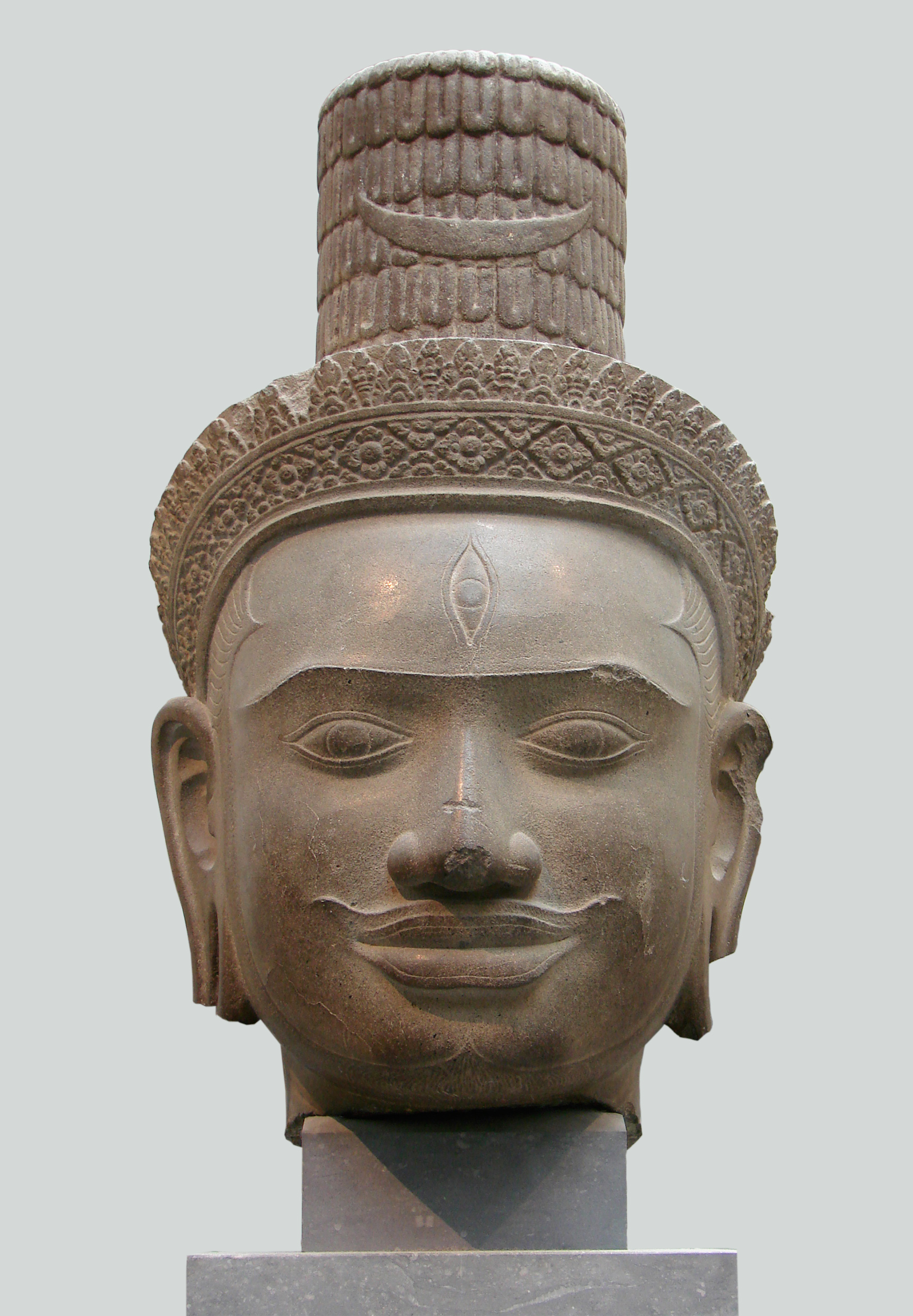
Tượng đầu thần Shiva trong sa thạch từ Phnom Bok trong phong cách Bakheng tại Bảo tàng Guimet ở Paris
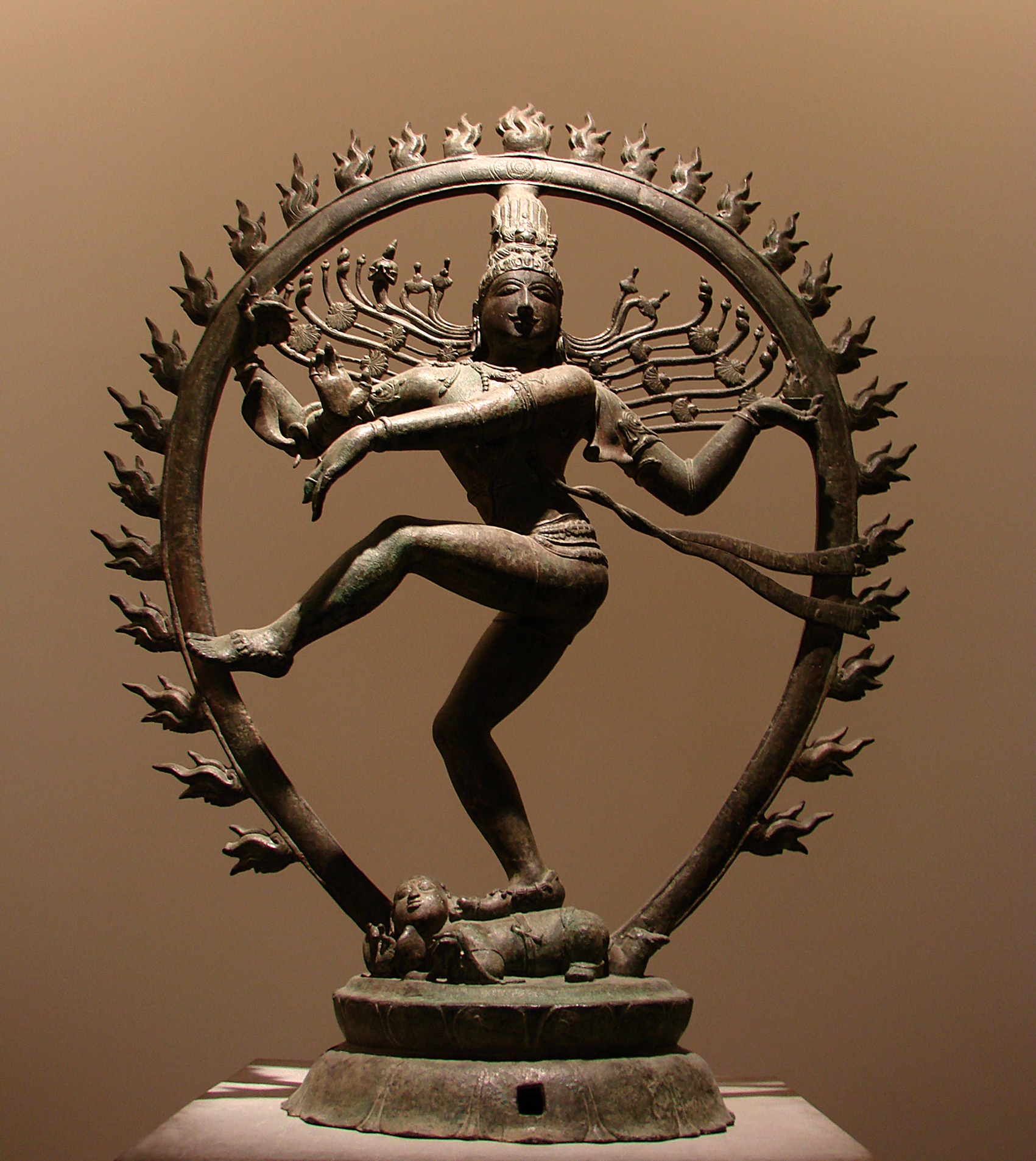
Shiva như là thần Nataraja, hiện vật vương triều Chola
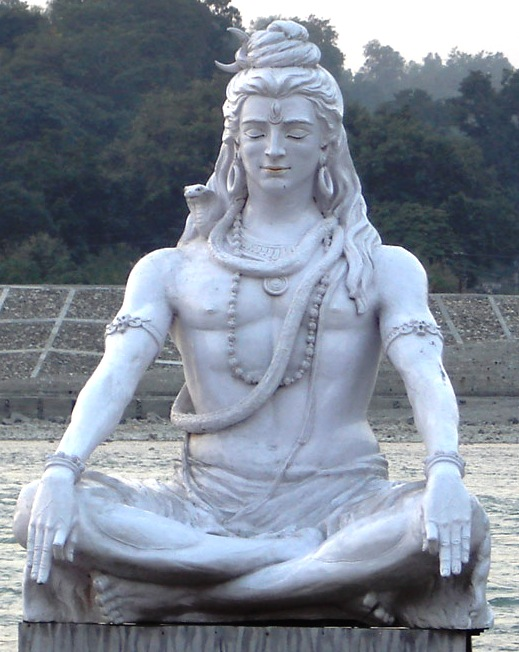
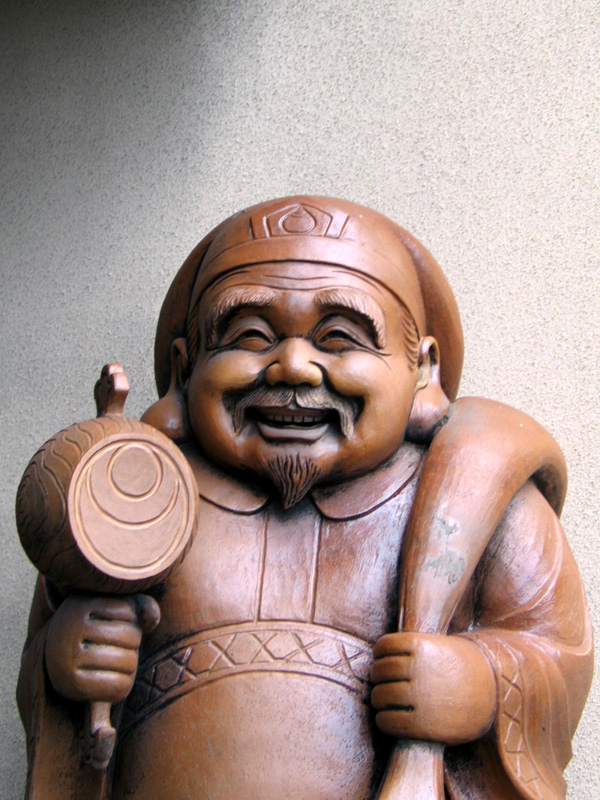
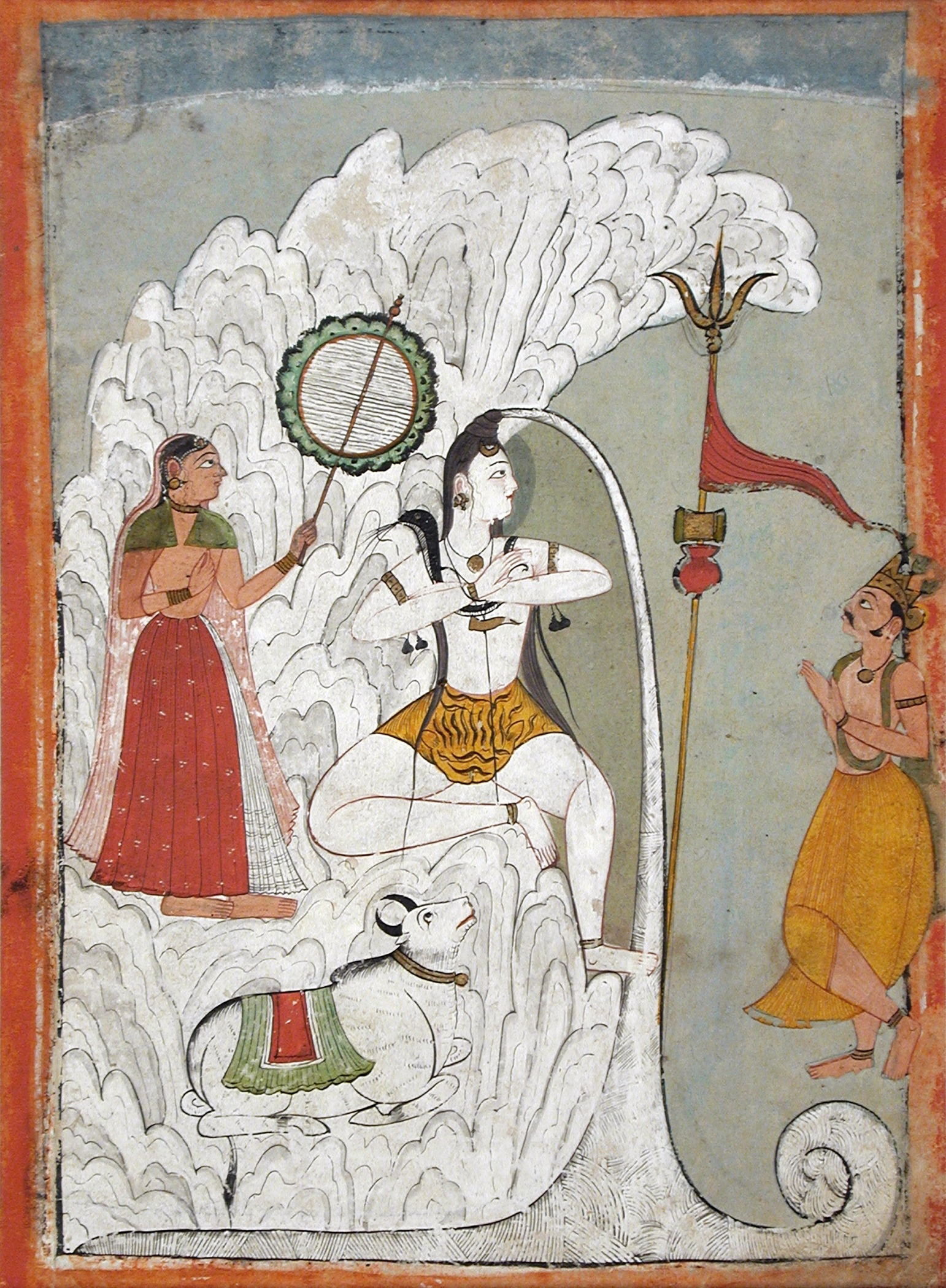